# Poluentes orgânicos persistentes

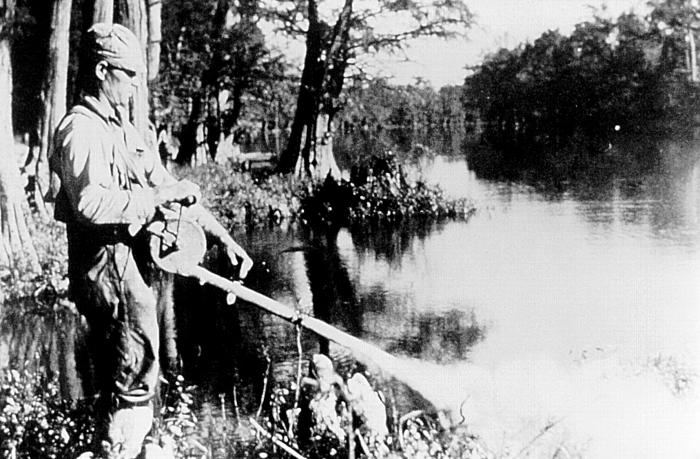
Poluição nos rios.

Os Poluentes Orgânicos Persistentes (POPs) são compostos altamente estáveis e que persistem no ambiente, resistindo à degradação química, fotolítica e biológica. Têm a capacidade de bioacumular em organismos vivos, sendo tóxicos para estes incluindo o homem. Actuam negativamente sobretudo como disruptor dos sistemas reprodutivo, imunitário e endócrino, sendo também apontados como carcinogénicos. Outra característica muito importante é o facto de serem transportados a longas distâncias pela água, vento ou pelos próprios animais. Os POPs podem ser divididos em pesticidas (ex. DDT, aldrina, toxafeno), em Policlorobifenilos (PCBs) e Dioxinas e Furanos, sendo estes resultantes sobretudo de incinerações industriais e de resíduos. Os pesticidas começaram a ser usados em larga escala após a II Guerra Mundial tanto na protecção de culturas agrícolas como em prevenção de doenças (malária)
.
O uso destes pesticidas salvou milhões de vidas ao serem utilizados para liquidar insectos transmissores de doenças, como é o caso do mosquito da malária. Contudo o efeito negativo destes compostos na agricultura bem como no ambiente, começou a ser mais evidente a partir dos anos 50. Rachel Carson em 1962, alertou para o perigo do uso desmedido de pesticidas sobretudo DDT, ao publicar o seu livro Silent Spring.

## Usos e Aplicações
As medidas de controle dos POPs incidem numa lista de 12 compostos químicos, agrupados em três categorias. A lista inclui 8 pesticidas (aldrina, clordano, DDT, dieldrina, endrina, heptacloro, mirex e toxafeno), 2 químicos industriais (PCBs e hexaclorobenzeno, este também usado como pesticida) e 2 subprodutos involuntários de processos industriais de combustão (dioxinas e furanos). O uso e aplicações possíveis de cada composto estão descritos na tabela abaixo.
| Substância                | Aplicação |
| ------------------------- | --- |
| Aldrina                   | Produzido como pesticida para controle de insetos do solo.                                                                                    |
| Endrina                   | Rodenticida e insecticida usado nas culturas de algodão arroz e milho.                                                                        |
| Dieldrina                 | Insecticida usado na fruta, solo e sementes.                                                                                                  |
| Clordano                  | Insecticida usado no controlo de fogos, formigas e em várias culturas.                                                                        |
| DDT                       | Usado como insecticida no combate, aos mosquitos que transmitem a malária e a febre amarela, e no combate aos piolhos do tifo.                |
| Heptacloro                | Utilizado como insecticida de contacto contra insectos do solo e formigas.                                                                    |
| Hexaclorobenzeno          | Fungicida. Aparece também como subproduto na indústria química.                                                                               |
| Mirex                     | Insecticida e retardante de chamas em plástico, borrachas e componentes eléctricos.                                                           |
| Toxafeno                  | Insecticida acaricídio, especialmente utilizado contra larvas e algodão.                                                                      |
| Policlorobifenilos (PCBs) | Usado em condensadores, transformadores, em líquidos refrigeradores.                                                                          |
| Dioxina                   | Subproduto da combustão, especialmente de plásticos; da manufacturação de produtos com cloro e de processos resultantes da produção de papel. |
| Furanos                   | Subprodutos relacionado com dioxinas. |

## Efeitos na Saúde e no Ambiente
Os POPs são encontrados em todo o globo. Sendo agentes químicos semivoláteis e insolúveis em água, são transportados a longas distâncias. Esta volatilidade é maior no equador do que em climas moderados e frios, acabando por ser aprisionados nas regiões mais frias do planeta como os pólos e regiões montanhosas. Altos níveis destes poluentes já foram detectados em regiões árticas, locais onde nunca foram utilizados para quaisquer fins. Sendo hidrofóbicos, em ambientes aquáticos só se encontram dissolvidos em tecidos de seres vivos ou em matéria orgânica, onde atingem concentrações muito maiores do que no meio envolvente (moléculas apolares como os POPs só se solubilizam em compostos com propriedades semelhantes). A natureza persistente dos POPs é demonstrada pela baixa taxa de degradação no solo, especialmente em regiões frias. O tempo de meia-vida destes produtos está contabilizado em décadas. Uma outra propriedade destes compostos é a sua lipofilia, ou seja, solubilidade em tecidos adiposos, o que leva a acumulações na gordura corporal e fígado dos animais a eles expostos. Alguns destes compostos além de bioacumular, têm tendência para biomagnificar, ou seja aumentar a sua concentração ao longo das cadeias tróficas.
Apesar de todos os POPs serem tóxicos para os humanos, a sua toxicidade varia sendo a endrina o mais tóxico enquanto que o heptacloro ou o hexaclorobenzeno não demonstram tanta toxicidade. Os primeiros indícios de toxicidade nos humanos foram observados nos anos 60. Desde aí já foram detectados muitos efeitos negativos, entre os quais: tumores, infertilidade, efeitos adversos nos rins e fígado, doenças cardiovasculares, mudanças comportamentais como fadiga, depressão, tremores, convulsões, etc.

## AConvenção de Estocolmo
A Convenção sobre Poluentes Orgânicos Persistentes foi reunida e negociada com o amparo do Programa Ambiental das Nações Unidas (UNEP), com o objectivo de melhor gestão, eliminação e procura de melhores alternativas aos POPs. A convenção focou-se principalmente em 12 POPs prioritários. Assinada por 100 países, esta convenção defende sete resoluções:
- O princípio da precaução;
- Obrigações de financiamento como auxílio, de países desenvolvidos a países em desenvolvimento;
- Eliminação dos POPs produzidos intencionalmente, existentes e futuros, com excepção do DDT, sendo autorizado o seu fabrico apenas para controlo de insectos transmissores de doenças (malária);
- A eliminação, como objectivo último, dos subprodutos orgânicos persistentes (dioxinas, furanos e hexaclorobenzeno);
- A gestão e deposição sustentáveis de POPs;
- Limites estritos e interdições ao comércio de POPs;
- Reservas limitadas e transparentes: a maior parte das reservas à Convenção – ou seja, excepções à sua aplicação – são específicas para certos países ou certos químicos.